# Angela Rinn
Angela Rinn (* 1961 in Gießen) ist eine deutsche evangelische Theologin, Pfarrerin und Schriftstellerin. Als Professorin für Seelsorge am Theologischen Seminar in Herborn ist sie für die Pfarrerausbildung in der EKHN zuständig. Neben theologischen Beiträgen veröffentlicht sie auch Kriminalromane unter dem Pseudonym Vera Bleibtreu.

## Leben
Nach dem Studium der Theologie an der Philipps-Universität Marburg, der École pratique des hautes études und der Protestantisch-theologischen Fakultät in Paris sowie der Rheinischen Friedrich-Wilhelms-Universität Bonn arbeitete Angela Rinn als Vikarin und Assistentin am Theologischen Seminar der EKHN in Friedberg. Sie promovierte 1993 zur Dr. theol. an der Johann-Wolfgang-Goethe-Universität Frankfurt mit einer interdisziplinären Arbeit zur Seelsorge an Herzpatienten.
Nach ihrer Zeit als Pfarrvikarin war sie als Gemeindepfarrerin in Mainz tätig. Parallel zu ihrer Gemeindetätigkeit war Rinn seit 1997 ehrenamtliche Feuerwehrpfarrerin in Mainz und Gründungsmitglied der Ökumenischen Notfallseelsorge. Seit 2000 arbeitet sie auch als Notfallseelsorgerin.
Im Jahr 2015 erfolgte ihre Habilitation mit der Schrift Die Kurze Form der Predigt – interdisziplinäre Erwägungen zu einer Herausforderung für die Homiletik an der Ruprecht-Karls-Universität Heidelberg, an der sie auch als Privatdozentin für Praktische Theologie lehrt.
In der praktischen Pfarrerausbildung war sie seit 2003 als Lehrpfarrerin aktiv. Seit dem Jahr 2019 verantwortet sie hauptberuflich als Professorin den Bereich Seelsorge am Theologischen Seminar in Herborn. Rinn hat eine neue Form der Verbatimbesprechung entwickelt, die sie 2021 auch veröffentlicht hat. In dieser neuen Form integrierte sie Erkenntnisse der Motivationspsychologie (PSI-Theorie von Julius Kuhl).
Rinn gehört seit 1996 zu den Autoren in der Rundfunkarbeit des SWR sowie des Deutschlandfunks und ist dort über regelmäßige Rundfunkbeiträge präsent. Daneben tritt sie als Autorin und Kolumnistin u. a. für die Frankfurter Allgemeine Zeitung und Die Zeit sowie als Online-Kolumnistin für zeitzeichen.net in Erscheinung. Seit 2006 verfasst sie zudem unter dem Pseudonym Vera Bleibtreu Kriminalromane. In die Romane fließen dabei inhaltliche Aspekte der Seelsorge ein (z. B. das Thema Euthanasie im Roman Das Erbe der Toten).
In der Debatte um sexualisierten Missbrauch in der evangelischen Kirche sprach sich Rinn im Februar 2024 für eine offene Auseinandersetzung in einer Sondertagung der EKD-Synode aus.
Angela Rinn ist verheiratet und hat einen Sohn. Sie lebt in Mainz.

## Mitarbeit in Gremien, sowie in besonderen Funktionen
- seit 1989 Mitglied des Auswahlausschusses der Studienstiftung des Deutschen Volkes
- 2010–2018 Mitglied der Kirchensynode der EKHN, Theologischer Ausschuss
- 2014 Wahl in die Zwölfte Synode der EKD
- seit 2017 Mitglied des Stiftungsbeirats der Stiftung Kinder.Gesundheit.Mainz. Stiftung für das Zentrum für Kinder- und Jugendmedizin der Universitätskliniken Mainz
- 2020 Wahl in die Dreizehnte Synode der EKD[10]
- Mitglied in der Jury des Deutschen Ökumenischen Predigtpreises[11]

## Forschungsschwerpunkte
- Interdisziplinäre Aspekte der Praktischen Theologie
- Seelsorge an Herzpatienten
- Kasualtheorie
- Notfallseelsorge
- Aspekte von Embodiment in der Seelsorge
- Rundfunkhomiletik
- Die Kurze Form der Predigt

## Schriften

### Publikationen in Buchform
- Seelsorge an Herzpatienten, Stuttgart, Calwer, 1995, zugl. Univ. Dissertation, Frankfurt am Main, 1993
- Das gepanzerte Herz, Stuttgart, Calwer, 1996
- mit Hans Küng: Weltethos, Christlich verstanden, Freiburg, Herder, 2005
- Briefe zur Taufe, Leipzig, Evangelische Verlagsanstalt, 2007
- Vierzehn Gründe warum es sich lohnt zurückzublicken, Leipzig, Evangelische Verlagsanstalt, 2008
- Lebenslinien. Meditationen mit Bildern von Johannes Schreiter, Leipzig, Evangelische Verlagsanstalt, 2010
- Die Kurze Form der Predigt. Interdisziplinäre Erwägungen zu einer Herausforderung für die Homiletik (= APTLH 86), Göttingen, Vandenhoeck & Ruprecht, 2016

### Aufsätze (Auswahl)
- Spannend, sexy, aktuell? Predigen in Zeiten der Globalisierung. In: Ulrich Nembach (Hrsg.): Internetpredigten. Zur Sprache der Predigt in der globalisierten Welt, 2013, S. 129–146.
- Friedhof, gefährdeter Ort – veränderte Bestattungskultur in der Gegenwart und ihre Folgen. In: Pastoraltheologie 104 (2015), S. 307–325.
- Öffentlich Grenzen überschreiten. Notfallseelsorge als Herausforderung für Praxis und kirchenleitendes Handeln, in: Pastoraltheologie 105 (2016), S, 262–282.
- Das Fragment kultivieren. Interdisziplinäre Anregungen für eine Homiletik der Kurzen Form. In: David Plüss, Maike Schult: Weniger ist mehr?! Über homiletische Kleinformate (= Themenheft der Praktischen Theologie, Heft 1, 2017).
- Seelsorge in der Kardiologie. In: Traugott Roser (Hrsg.): Handbuch der Krankenhausseelsorge. Göttingen 2018.

### Kriminalromane (alsVera Bleibtreu)
- Und führe mich nicht in Versuchung, Josef Knecht Verlag, 2006
- Trauerspiel, Dörfler Verlag, 2007
- Schneezeit, Leinpfad Verlag, 2011
- Die letzten Tage der Wespen, Leinpfad Verlag, 2014
- Logbuch des Todes, Leinpfad Verlag, 2016
- Schöner sterben: Tod eines Feng-Shui-Beraters, TZ-Verlag & Print, 2019
- Das Erbe der Toten, TZ-Verlag & Print, 2023